# Vauvise
Vauvise – rzeka we Francji, przepływająca przez teren departamentu Cher, o długości 67 km. Stanowi lewy dopływ rzeki Loary.